# 라에르시우 다 시우바 카르발류
라에르시우 다 시우바 카르발류(포르투갈어: Laércio da Silva Carvalho, 1998년 11월 17일~)는 브라질의 축구 선수이다.